# Viehhofen (Velden)
Viehhofen ist ein Gemeindeteil der Stadt Velden und eine Gemarkung im Landkreis Nürnberger Land (Mittelfranken, Bayern). Die Gemarkung Viehhofen hat eine Fläche von 8,876 km². Sie ist in 1086 Flurstücke aufgeteilt, die eine durchschnittliche Flurstücksfläche von 8173,17 m² haben. In ihr liegt neben dem namensgebenden Ort der Gemeindeteil Pfaffenhofen.

## Geografie
Das Dorf liegt in exponierter Lage in der Hersbrucker Alb. Gemeindeverbindungsstraßen führen nach Velden zur Kreisstraße LAU 33 (3,5 km südöstlich), nach Eichenstruth (2,1 km westlich) und nach Plech zur Staatsstraße 2163 (1,5 km Nördlich).

## Geschichte
Durch die Verwaltungsreformen zu Beginn des 19. Jahrhunderts im Königreich Bayern wurde Viehhofen dem Steuerdistrikt Velden zugeordnet. Zugleich wurde die Ruralgemeinde Viehhofen gegründet, zu der auch das Dorf Pfaffenhofen gehörte. Die Gemeinde unterstand in Verwaltung und Gerichtsbarkeit dem Landgericht Hersbruck. Im Jahr 1961 hatte die Gemeinde 141 Einwohner, 88 davon im Dorf Viehhofen. Die Gemeindefläche betrug damals 887,84 Hektar. Im Zuge der Gebietsreform in Bayern wurde die Gemeinde aufgelöst und 1972 nach Velden eingemeindet.